# Марк Педуцей Плавтий Квинтилл
Марк Педуцей Плавтий Квинтилл (лат. Marcus Peducaeus Plautius Quintillus) — римский государственный деятель второй половины II века.
Отцом Квинтилла был консул 159 года Плавтий Квинтилл, а матерью сестра императора Луция Вера Цейония Фабия. Его приёмным отцом был консул 141 года Марк Педуцей Стлога Присцин.
В 177 году Квинтилл занимал должность ординарного консула вместе с будущим императором Коммодом. Также он входил в состав коллегии авгуров. В 193 году Квинтилл выступил против желания императора Дидия Юлиана отправить Септимию Северу письмо о помиловании последнего. Позже он был принужден Севером к самоубийству.
Его супругой была дочь Марка Аврелия Анния Аврелия Фадилла. В их браке было двое детей: Плавтий Квинтилл и Плавтия Сервилла.